# Saxifraga triaristulata
Saxifraga triaristulata är en stenbräckeväxtart som beskrevs av Hand.-mazz.. Saxifraga triaristulata ingår i Bräckesläktet som ingår i familjen stenbräckeväxter. Inga underarter finns listade i Catalogue of Life.